# المركز الثقافي الأرثوذكسي (غزة)
المركز الثقافي الأرثوذكسي بغزة، هو مركز ثقافي اجتماعي مستقل يقدم أنشطة ثقافية واجتماعية بحي تل الهوى، تأسس في سبتمبر 2021.

## محتويات المركز
- مسرح مجهز
- قاعات تدريبية
- قاعة الفيديو «كونفرانس»
- النادي الرياضي وصالة الايروبيك
- صالة البلياردو
- قاعة المناسبات
- الحديقة الخارجية
- صالة متعددة الاغراض
- صالة الباليه
- قاعة الحاسوب

## رسالته تنفيذ برامج ثقافية وتعليمية وتربوية
رسالة المركز هي تنفيذ برامج ثقافية، وتعليمية، وتربوية، واجتماعية، بهدف تمكين الأفراد من لعب دوراً فاعلاً ومؤثراً في العمل المجتمعي من أجل المساهمة في بناء مجتمع فلسطيني أفضل تسوده قيم العدالة والمساواة والتسامح والسلم الأهلي.

وفي كلمة الدكتور رمزي خوري، رئيس اللجنة العليا لشؤون الكنائس بفلسطين، ومديرعام الصندوق القومي الفلسطيني، قال: 
«إننا ندرك تماما أهمية وجود مركز ثقافي واجتماعي لخدمة المجتمع الفلسطيني في قطاع غــزة فلم تكن فكرة وجوده وليدة الصدفة وإنما هي رؤيا مستقبلية نسجت خيوطها الأولى مع الرئيس الراحل ياسر عرفات رحمه الله، الذي منحنا قطعة الأرض التي أقيم عليها هذا المركز وأكملنا العمل لنصل للصرح العظيم، ليكون منارة للثقافة والإبداع لكافة أطياف الشعب الفلسطيني بمسيحييه ومسلميه، وليكن رمزا للوحدة الوطنية والتلاحم المجتمعي في إطار الهوية الوطنية الواحدة».
وكانت آخر الزيارات الشخصية للمركز في بداية شهر أكتوبر من العام الماضي، قبل قصفه مباشرة. وكان سليم الهودلي مدير دائرة الموظفين والفروع في بنك فلسطين، وفراس فروانة مدير دائرة التسويق في البنك، وخلدون أبو سليم مدير العلاقات العامة، ضمن وفد بنك فلسطين الذي زار الزيارة. ممثلون عن مجلس وكلاء الكنائس في غزة ومن بينهم سهيل سابا أمين سر المجلس، والياس الجلدة عضو المجلس، والدكتور ماجد العماش عضو المجلس، وطاقم من الأرثوذكس العرب. استقبلهم المركز الثقافي والاجتماعي.

## قصف المركز
في 30 أكتوبر 2023، خلال الحرب الفلسطينية الإسرائيلية عام 2023 قصف المركز بواسطة طائرات اسرائيلية، مع العلم أن المركز كان يضم نحو 1000 نازح ومدرسة الروم وفيها أكثر من 500 نازح.

## وصلات خارجية
- الصفحة الرسمية للمركز الثقافي والاجتماعي الأرثوذكسي العربي بالفيسبوك